# Lycée Berthollet
Pour les articles homonymes, voir Berthollet.
Le lycée Claude-Louis-Berthollet, dit lycée Berthollet, est un lycée d'Annecy construit entre 1886 et 1888 sur les plans de l'architecte Auguste Mangé, nommé ainsi en hommage au chimiste Claude-Louis Berthollet, inventeur de l'eau de Javel. Cet établissement compte plus de 1 900 élèves, dont plusieurs centaines en classes préparatoires aux grandes écoles.

## Historique

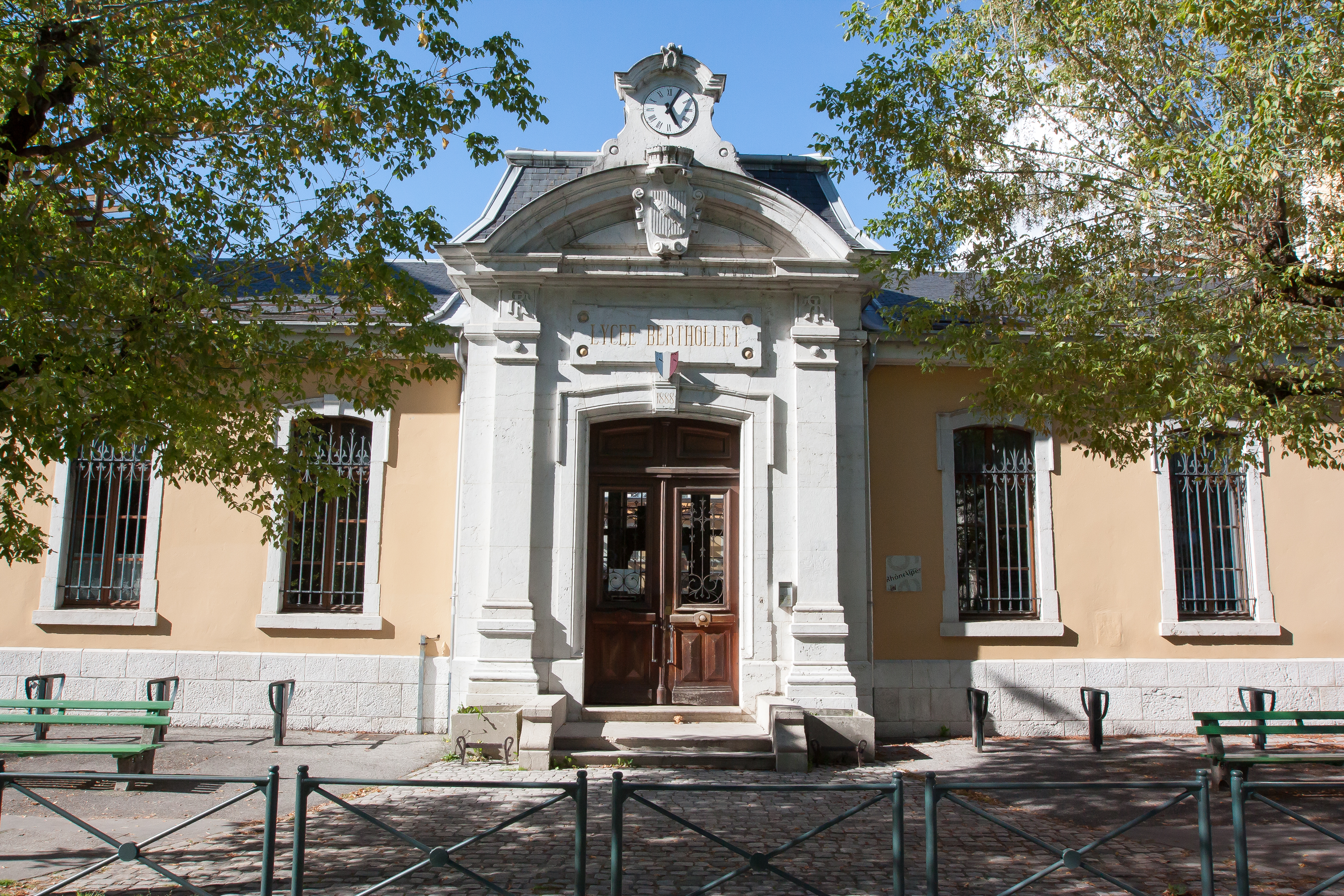
L'entrée historique du lycée.

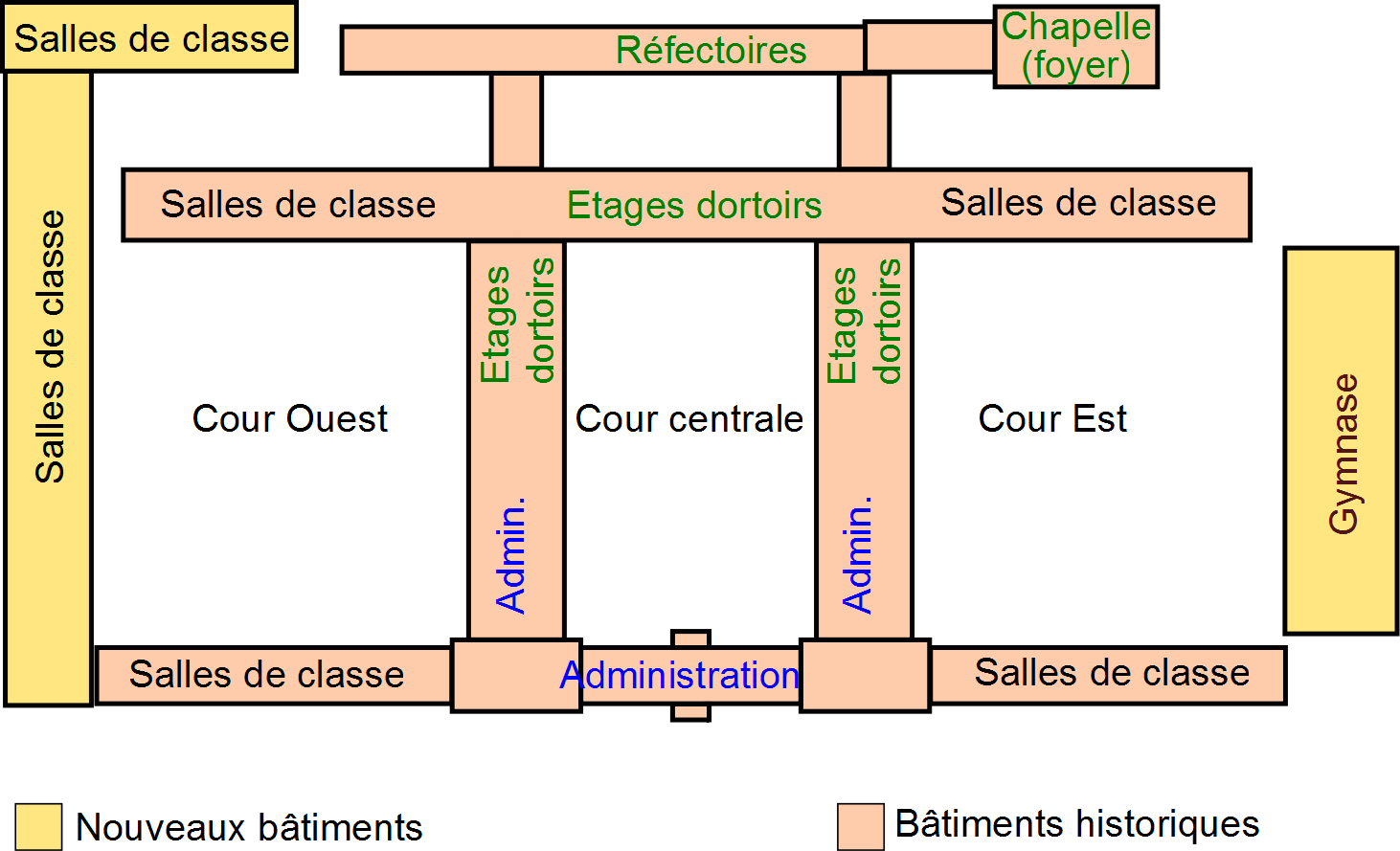
Plan du lycée Berthollet en 1970.

Le lycée Berthollet est l'héritier du collège chappuisien, fondé en 1549 par le chanoine Eustace Chapuys, ambassadeur savoyard de Charles Quint,.
Le conseil municipal d'Annecy émet le vœu en 1878 de faire évoluer son collège en lycée. La décision est validée au niveau national en 1885 par arrêté.
Nécessitant de nouveaux locaux, les travaux débutent en 1887, suivant les plans de l'architecte de la ville, Auguste Mangé. Le 9 octobre 1888 le lycée est inauguré par le président de la République Sadi Carnot, ancien ingénieur des Ponts et Chaussées à Annecy,. La première année, il accueille 200 élèves.
La création en 1895 de l'Étoile Sportive du lycée Berthollet, initiée par le professeur Lehr, conduit à la fondation de l'Union sportive annécienne en 1897, qui est aujourd'hui l'US Annecy Rugby.
Pendant la Première Guerre mondiale, le lycée est transformé en hôpital militaire.
Pendant la Seconde Guerre mondiale, le lycée accueille les troupes du 67e BCA, premier bataillon, réserve du 27e BCA. Les cours sont transférés au lycée de jeunes filles. En 1943, il est réquisitionné par les Allemands pour accueillir des blessés de guerre.
Jusqu'en 1970, le lycée est un établissement accueillant exclusivement des garçons, de la classe de sixième aux classes préparatoires. Il disposait aussi de dortoirs pour les élèves internes. Les jeunes filles étant accueillies dans le lycée de jeunes filles (actuel collège Raoul-Blanchard) tout proche. À la rentrée scolaire de septembre 1970, il devient un lycée mixte pour les classes à partir de la seconde. Le lycée Raoul-Blanchard devenant alors un collège mixte pour les classes de la sixième à la troisième.
De 2001 à 2005, le lycée a connu de gros travaux de restructuration et la construction d'un nouveau gymnase avec un centre médico-sportif et un grand mur d'escalade permettant d'accueillir des compétitions internationales, des associations sportives et les élèves du lycée.

## Enseignement

### Classes du second cycle (2011-2012)

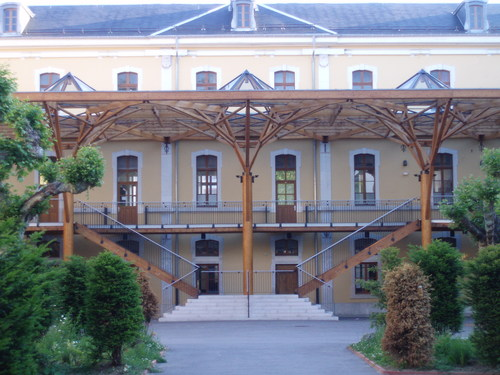
Cour d'honneur du lycée Berthollet.

- 14 Seconde Générale et technologique
- 8 Première scientifique; 3 Première économique et sociale et 2 Première littéraire
- 7 Terminale scientifique; 4 Terminale économique et sociale et 1 Terminale littéraire

### Classement
Le Ministère de l'Éducation nationale publie pour chaque établissement les résultats des Indicateurs de valeur ajoutée des lycées (IVAL). Pour le lycée Claude-Louis-Berthollet, en 2024, « 96 % des 451 élèves présents au baccalauréat ont obtenu leur diplôme » (taux de réussite attendu 98 %), 76 % d'entre-eux ont obtenu leur diplôme avec mention, le taux attendu était de 78 %. Par ailleurs, « le taux d'accès de la seconde au baccalauréat constaté est supérieur de 2 points au taux attendu », soit 90 % au lieu de 88 %.
Selon le classement établit par Le Parisien / Aujourd'hui en France, le lycée se classe 7e place au niveau départemental, sur 26 établissements, en 2025 (chiffres de 2024), obtenant une note de 13,46 sur 20 reposant sur « le nombre de spécialités disponibles dans ce lycée, son taux de réussite, le taux de mentions, la diversité du profil social des élèves de lycée ou encore sa valeur ajoutée », tout en indiquant s'appuyer en partie sur les indicateurs IVAL.
En 2015, le lycée se classe 3e sur 26 au niveau départemental quant à la qualité d'enseignement, et 198e au niveau national. Le classement s'établit sur trois critères : le taux de réussite au bac, la proportion d'élèves de première qui obtient le baccalauréat en ayant fait les deux dernières années de leur scolarité dans l'établissement, et la valeur ajoutée (calculée à partir de l'origine sociale des élèves, de leur âge et de leurs résultats au diplôme national du brevet).

### Classes préparatoires
Le lycée propose un enseignement en classes préparatoires depuis 1964.
Le lycée abrite des CPGE littéraires (Khâgnes LSH), économiques et commerciales (ECS), scientifiques (MPSI,  MP2I (début :  septembre 2023), MP, PC, PSI). En 2015, L'Étudiant donnait le classement suivant pour les concours de 2014 :
| Filière | Élèves admis dans une grande école* | Taux d'admission* | Taux moyen sur 5 ans | Classement national | Évolution sur un an |
| --- | ----------------------------------- | ----------------- | -------------------- | ------------------- | ------------------- |
| ECE | 0 / 35 élèves                       | 0 %               | 2 %                  | 105eex-æquo sur 105 | =                   |
| ECS | 2 / 39 élèves                       | 5 %               | 4 %                  | 34eex-æquo sur 95   | 3                   |
| Khâgne LSH | 0 / 32 élèves                       | 0 %               | 1 %                  | 73eex-æquo sur 73   | 49                  |
| MP / MP* | 5 / 64 élèves                       | 8 %               | 6 %                  | 36eex-æquo sur 114  | 78                  |
| PC / PC* | 3 / 65 élèves                       | 5 %               | 4 %                  | 40e sur 110         | 3                   |
| PSI / PSI* | 2 / 23 élèves                       | 9 %               | 17 %                 | 46e sur 120         | 17                  |
| Source : Classement 2015 des prépas - L'Étudiant (Concours de 2014). * le taux d'admission dépend des grandes écoles retenues par l'étude. En filières ECE et ECS, ce sont HEC, ESSEC, et l'ESCP. Pour les khâgnes, ce sont l'ENSAE, l'ENC, les 3 ENS, et 5 écoles de commerce (HEC, ESSEC, ESCP, EM Lyon et EDHEC). En filières scientifiques, ce sont un panier de 11 à 17 écoles d'ingénieurs qui ont été retenus selon la filière (MP, PC, PSI, PT ou BCPST). |                                     |                   |                      |                     |                     |

## Infrastructures du lycée

### Gymnase
Le gymnase du lycée contient la plus grande structure publique d'escalade de France.

## Personnalités
Commémorations
- Les élèves-maîtres (instituteurs) Charly Vallin, Max Robert et Georges Duffaud ont été décorés de la médaille de la Résistance à titre posthume le 11 mai 2013 lors d'une cérémonie qui s'est déroulée au lycée. Ces derniers, avec deux autres, étaient entrés dans la Résistance et ont été tués ou furent exécutés en août 1944 lors de la bataille du Poursollet dans le maquis de l’Oisans[19],[20].

Enseignants
- Charles Marteaux (1861-1956), professeur agrégé de Lettres, président de l'Académie florimontane.
- Jean Nicolas (1928-), professeur agrégé d'histoire (1952-1962).

Élèves
- Jean Fontaine-Vive (1895-1917), poète dont le nom est inscrit au Panthéon parmi les 560 écrivains morts pour la France ;
- Louis Armand (1905-1971), ingénieur, haut-fonctionnaire, académicien, et résistant français[21],[22] ;
- René Berger (1915-2009), écrivain, philosophe et historien de l'art, suisse[23] ;
- Frédérique Lardet (née en 1966) cadre d'entreprise, députée de Haute-Savoie et présidente du Grand Annecy ;
- Gérald-Brice Viret (né en 1967), journaliste ;
- Emmanuelle Gaume (née en 1968), animatrice de radio- télévision ;
- Véronique Riotton (née en 1969), députée de Haute-Savoie ;
- Alexandre Bompard (né en 1972), haut fonctionnaire et chef d'entreprise[24] ;
- Nicolas Fraissinet (né en 1980), auteur, compositeur, pianiste et interprète franco-suisse ;
- Nelly Moenne-Loccoz (née en 1990) : snowboardeuse classée sixième à l'épreuve de snowboardcross des Jeux olympiques de Vancouver.
- Thomas Clavel, écrivain

## Galerie de photographies

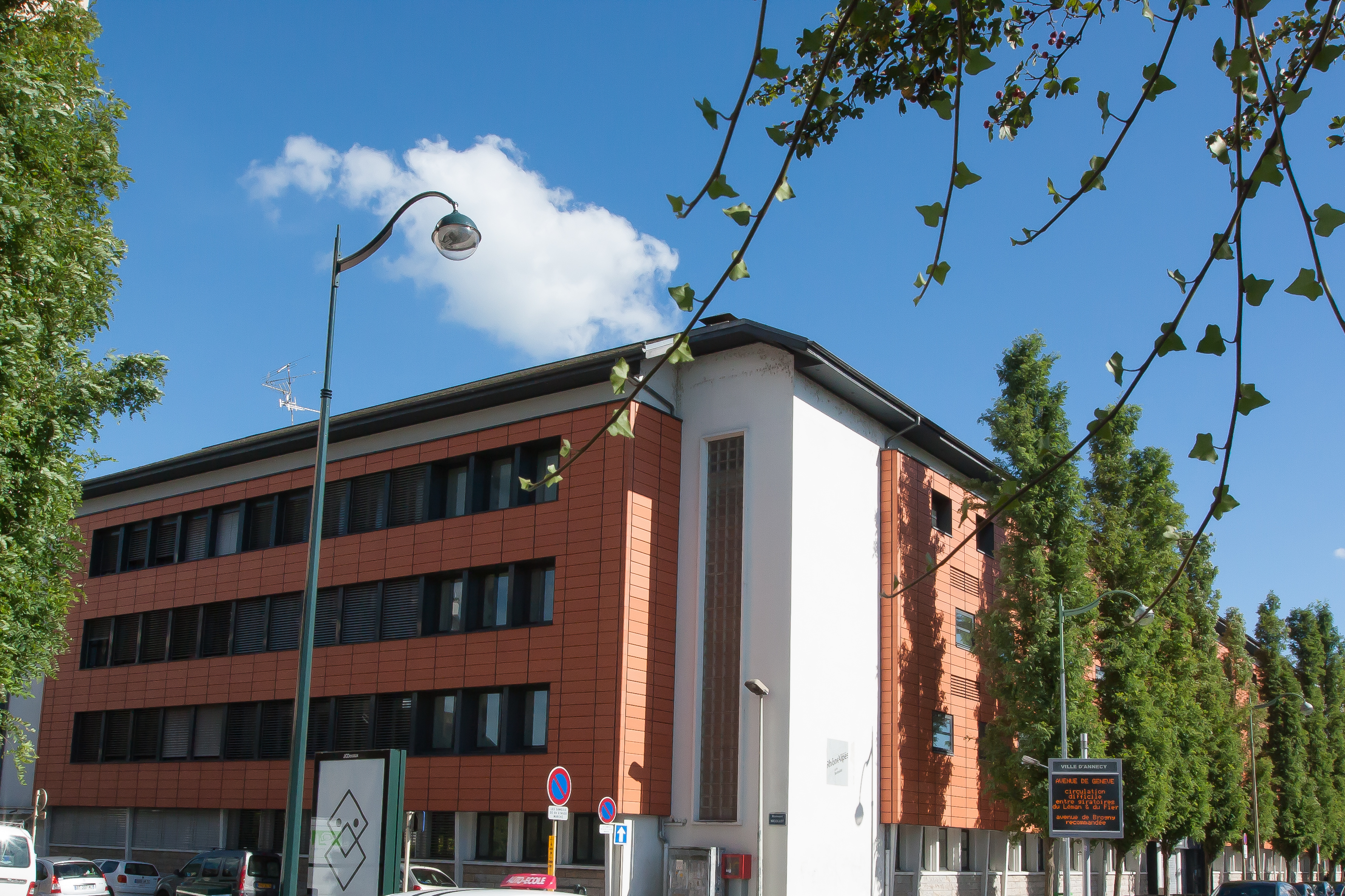
L'angle nord-ouest du lycée.
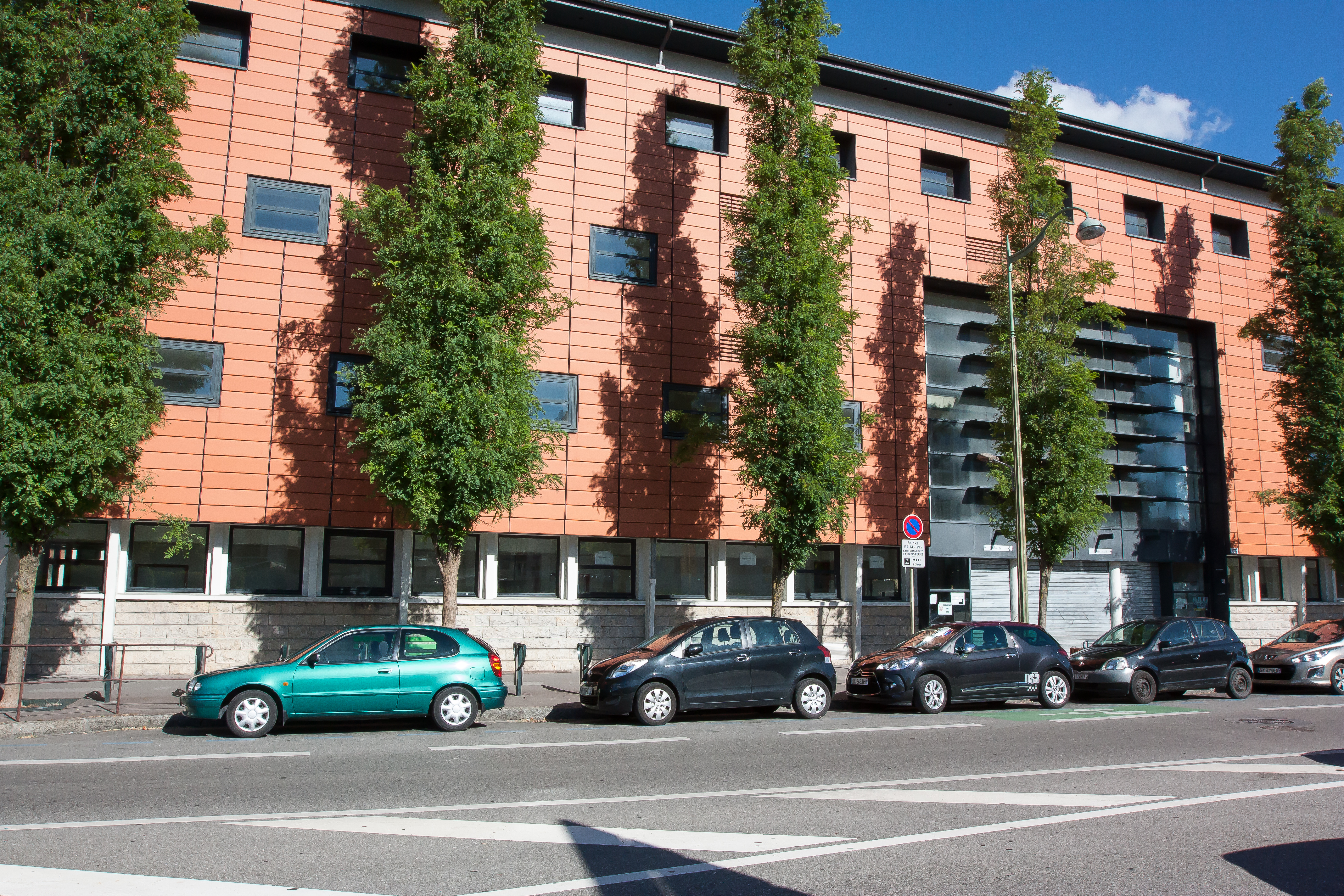
L'entrée principale à la façade ouest du lycée.
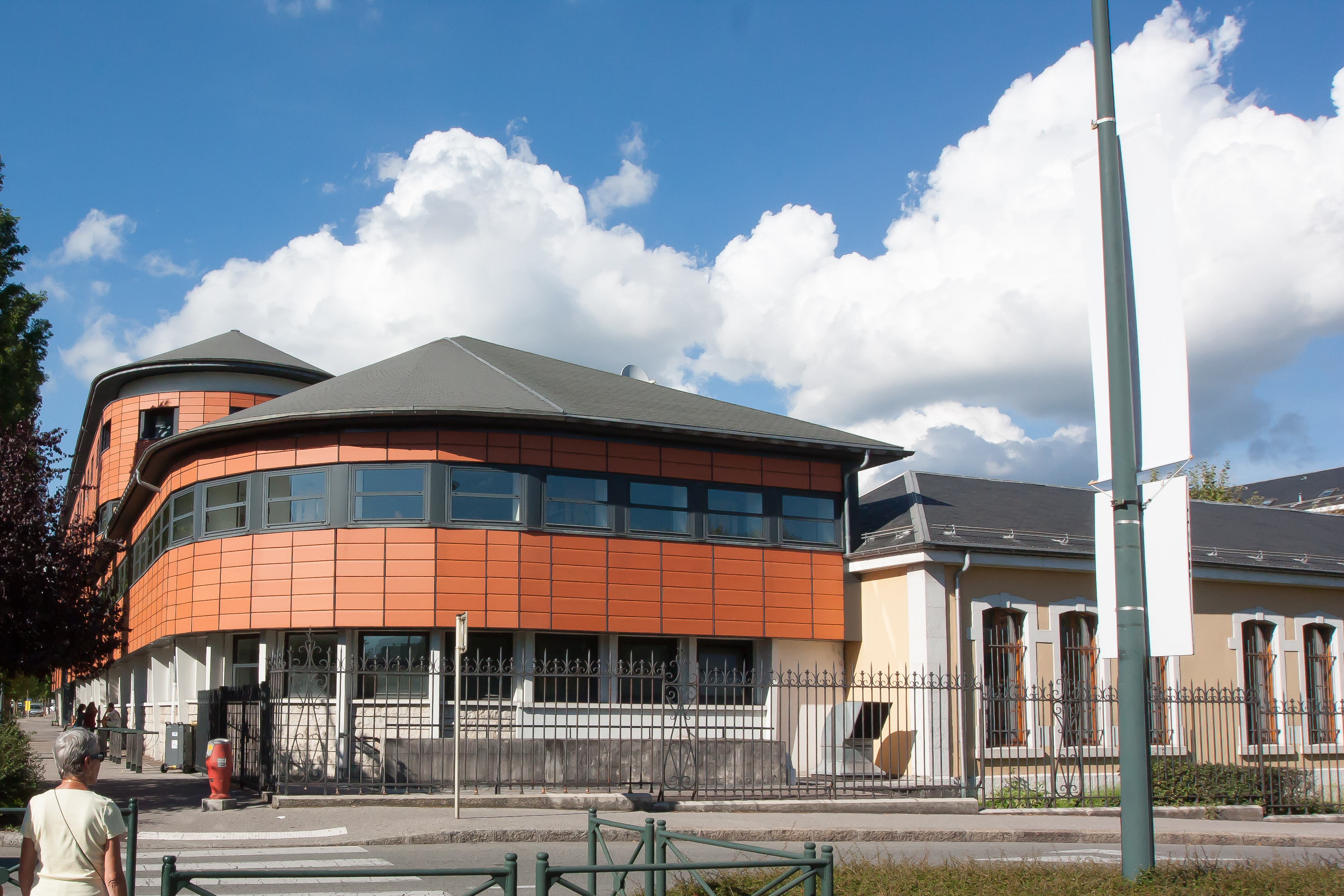
L'angle sud-ouest du lycée.
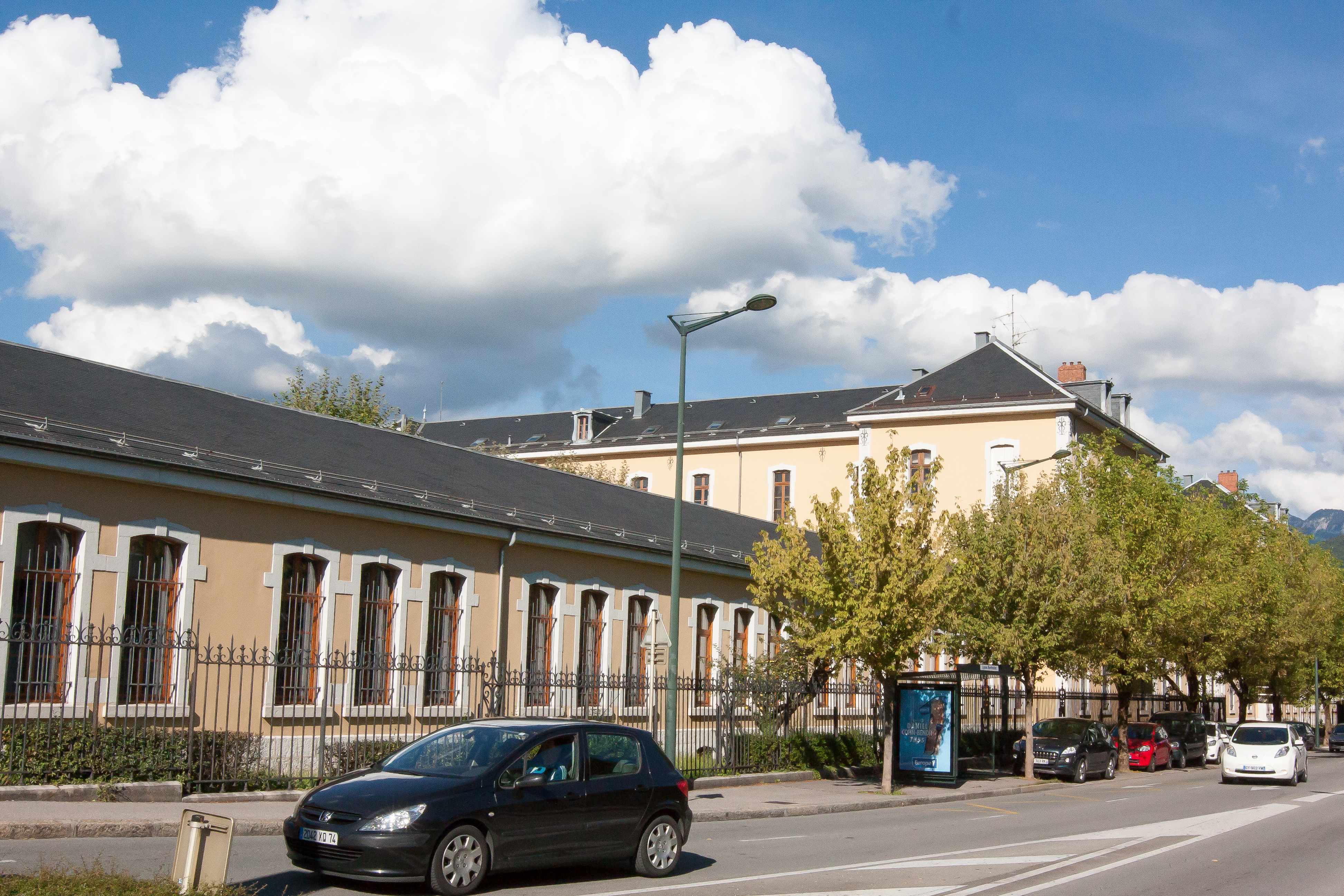
La façade sud du lycée.
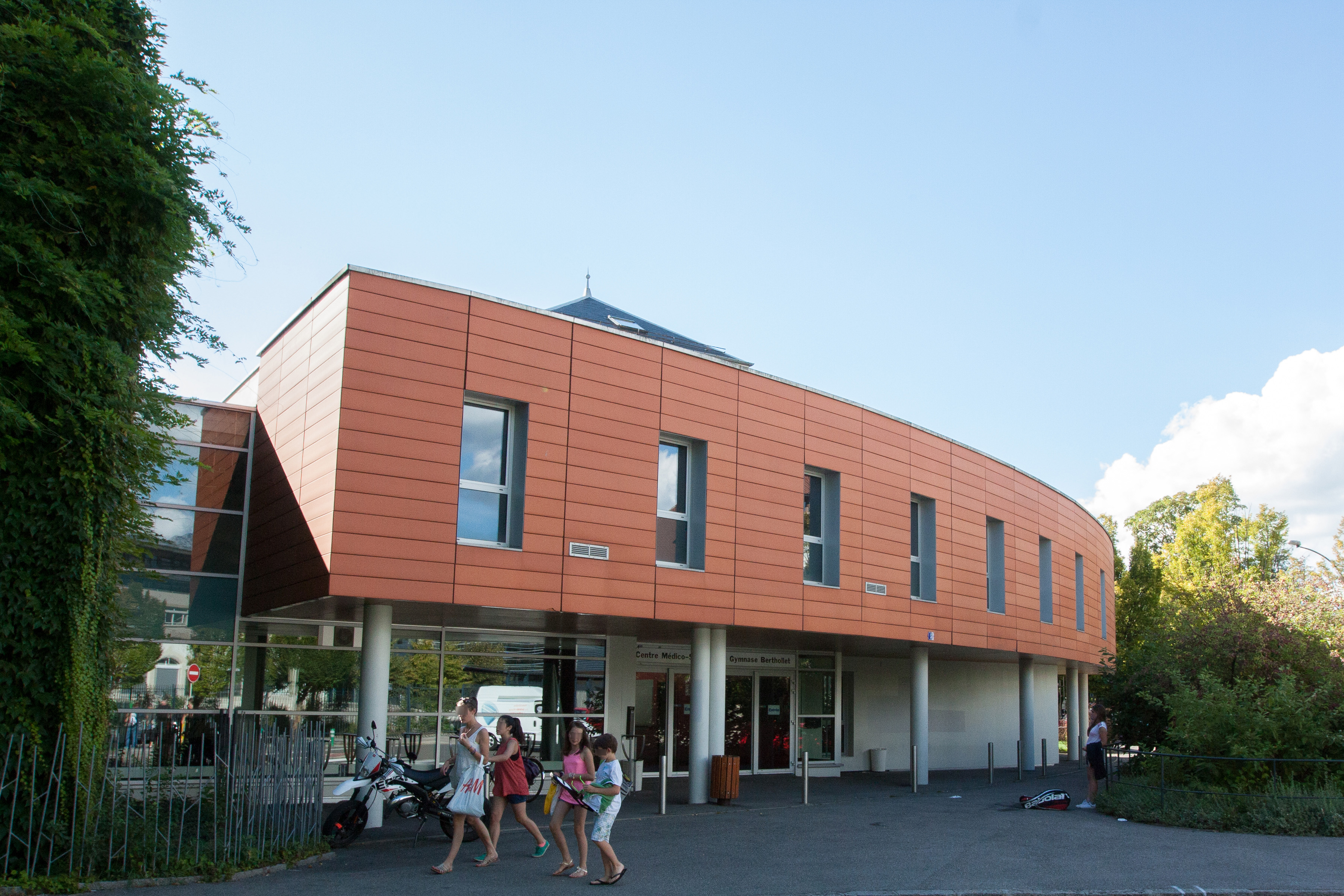
Le gymnase à la façade est du lycée.
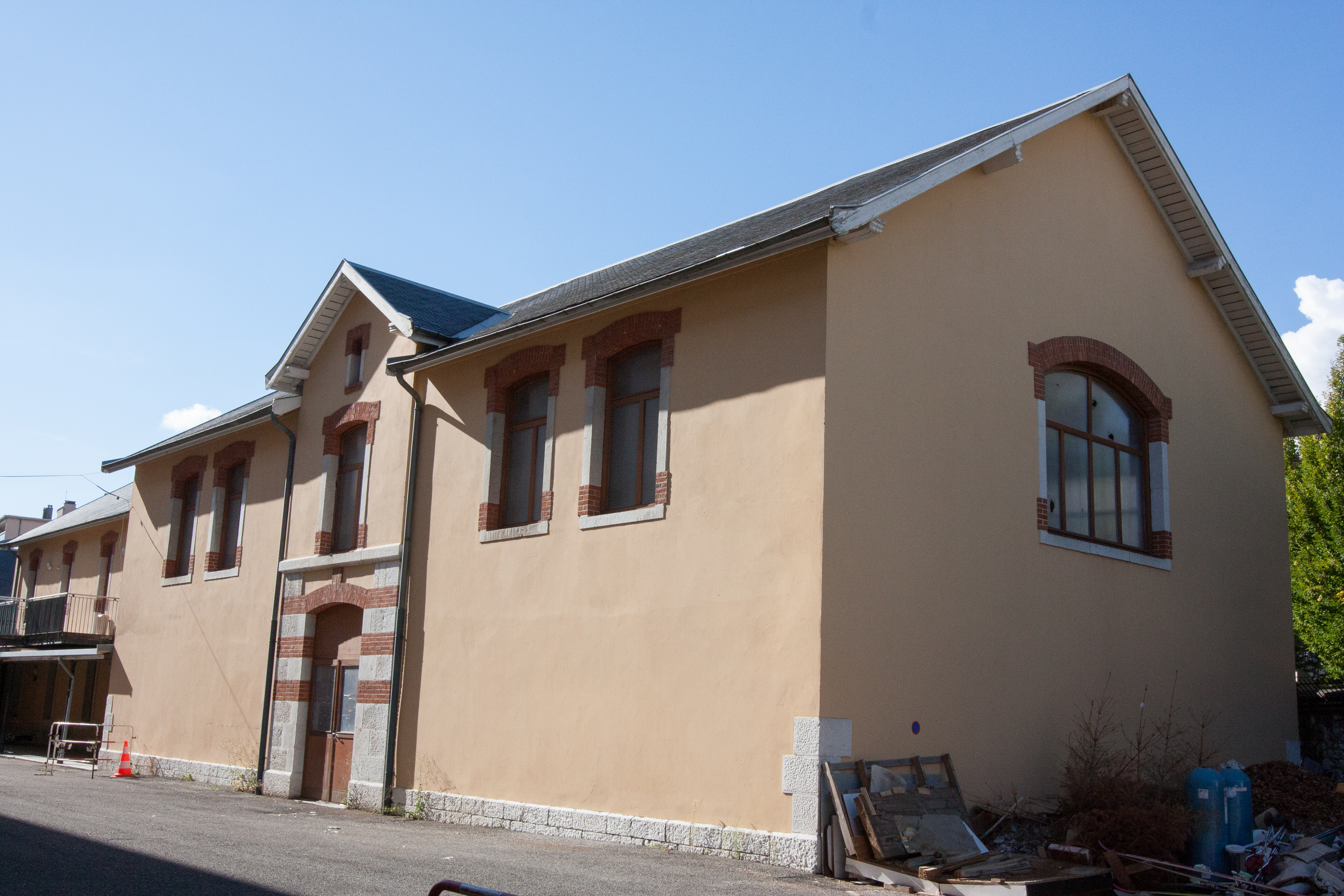
L'ancienne chapelle à l'angle nord-est du lycée.
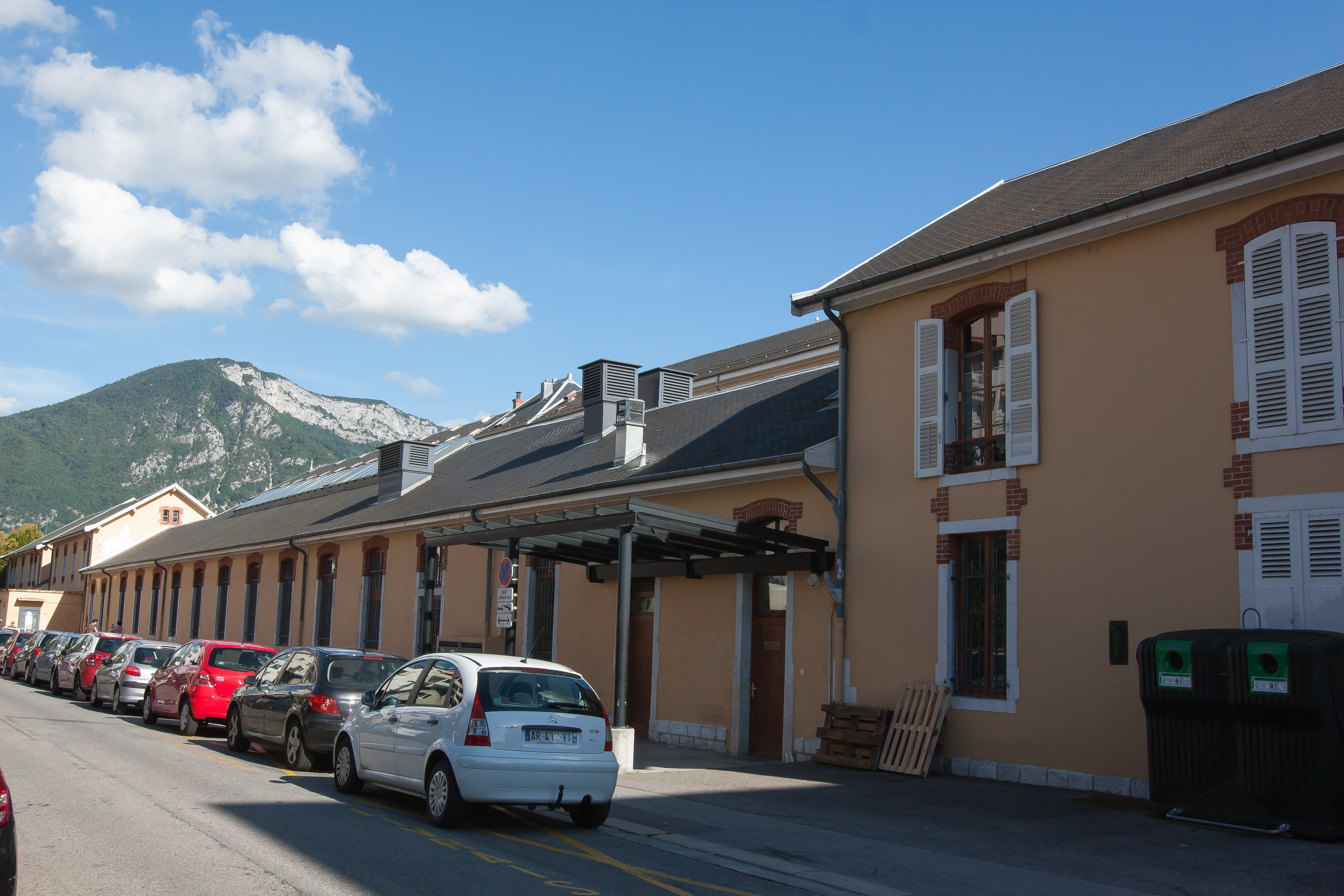
La façade nord du lycée.

## Autour du lycée
C'est au lycée Berthollet que deux élèves fictifs, Harold Ballesteros et Michel Pape, personnages de Harry, un ami qui vous veut du bien, film de Dominik Moll (2000), sont censés s'être rencontrés.